# Stefan Schuster (Biophysiker)

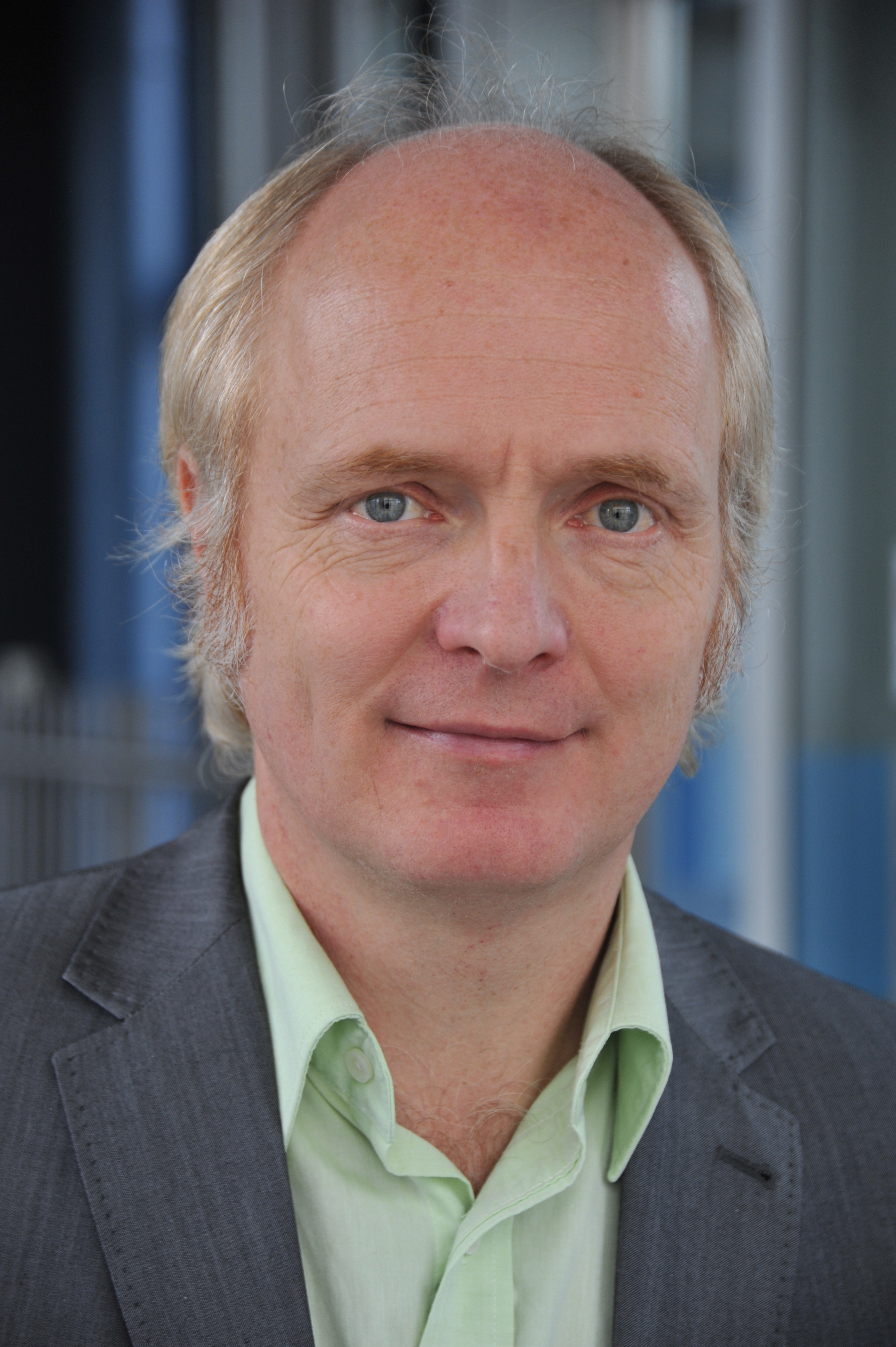
Stefan Schuster

Stefan Schuster (* 7. November 1961) ist ein deutscher Biophysiker.

## Leben
1977 nahm er als Schüler an der Internationalen Physikolympiade in Hradec Králové teil und gewann eine Bronzemedaille und einen Sonderpreis als jüngster Teilnehmer.
Er studierte Biophysik an der Humboldt-Universität zu Berlin und  wurde in der Arbeitsgruppe von Reinhart Heinrich am Institut für Theoretische Biophysik der Humboldt-Universität zu Berlin promoviert (Thema: Theoretical studies on the interrelation between time hierarchy in enzymatic reaction systems and optimization principles).
Seit 2003 ist er Professor für Bioinformatik an der Friedrich-Schiller-Universität Jena.
Stefan Schuster ist neben Sebastian Böcker einer der beiden Sprecher des Jena Centre for Bioinformatics (JCB). Außerdem ist er an Projekten verschiedener Forscherverbünde beteiligt, dazu zählt die Jena School for Microbial Communication. Darüber hinaus ist er einer der Editoren der systembiologischen Fachzeitschrift BioSystems.
Seine Forschungsschwerpunkte sind:
- Systembiologie[2]
- Elementarmodenanalyse (metabolic pathway analysis)[3][4]
- Evolutionäre Spieltheorie[5][6][7]
- metabolische Kontrollanalyse
- Calciumoszillationen[8]

Stefan Schuster war maßgeblich an der Etablierung der Analyse von metabolischen Netzwerken mittels Elementarer Flussmoden beteiligt.
Er ist älterer Bruder des Regisseurs Robert Schuster.